# Mars Hill Church
Mars Hill Church var en amerikansk megakirke i staten Washington, og har været en af de største og hurtigst voksende kristne kirker i Seattle. Kirken var på listen over de 50 mest indflydelsesrige kirker i USA. Der deltog over 7.000 mennesker i gudstjenester om søndagen, og kirken havde mere end 24 præster ansat. Kirken mødtes flere steder rundt omkring i byen (bl.a. i Ballard, Shoreline, West Seattle, Wedgwood, Eastside, and Downtown), og havde i juli 2008 14 gudstjenester hver søndag. Hver søndag var det den kontroversielle pastor Mark Driscoll, der prædikede live med videotransmission fra Ballard Campus til de andre campus rundt omkring i byen.

## Historie
Mars Hill Church blev grundlagt i foråret 1996 af Mark Driscoll, der på det tidspunkt var 25 år gammel, Lief Moi og Mike Gunn. Kirken startede hjemme hos Driscoll og hans kone Grace, men lejligheden blev hurtig for lille, så man mødtes i ungdomslokalerne til en anden kirke. Kirken holdt sin første officielle gudstjeneste i oktober 1996, med omkring 160 deltagere, men gudstjenestedeltagelsen faldt hurtigt til omkring 60 pga. diskussioner om kirkens visioner og mission.
I efteråret 1997 udvidede kirken til to aftengudstjenester i en presbyteriansk kirke, fordi bygningen blev brugt af en anden menighed om morgenen. Det resulterede i en del uro blandt medlemmer i menigheden som ikke mente at kirken behøvede at være større. På det tidspunkt kom der omkring 150 hver uge.
I april-maj 1997 blev Mark Driscoll inviteret til at tale til en konference for unge præster i Californien.(http://www.leadnet.org/archives/netfax/64.pdf Arkiveret 19. juni 2010 hos  Wayback Machine) Den tale Drisocll holdt fik stor indflydelse på Emerging Church-bevægelsen og ændrede fokus fra at nå generation X med evangeliet til at nå den postmoderne verden. Det satte Mars Hill Church på landkortet og resulterede i en overvældende mediedækning.

Kirken har, i hele sin levetid, været profileret af Mark Driscoll, der viste sig som en karismatisk og til tider kontroversiel prædikant. Hans prædikener, hvoraf mange kan ses på internettet, bærer ofte præg af at være en blanding af humor, alvor og irettesættelse. Især det sidste kulminerede i 2014, hvor det kom frem at flere medlemmer af - og ansatte i - kirken klagede over hans ledelsesstil. Klagerne gik blandt andet på at omgangstonen var hård og til tider plaget af pludselig raserianfald fra Driscoll's side. Andre klager gik på hans tolkninger af bibelens ord og klagerne medførte i det hele taget stor kontrovers i kristne kredse. Sagen tog til i styrke og endte til sidst med, at Mark Driscoll måtte træde ud som pastor og senere hen helt forlade kirken.
Pastor Rick Warren holdt den 28. december 2014 således den sidste prædiken nogensinde i Mars Hill Church. Herefter blev kirken officielt opløst og mange tidligere medlemmer dannede nye menigheder, som - for de flestes vedkommende - bygger på Mars Hills bibelsyn.